# Valentinstag

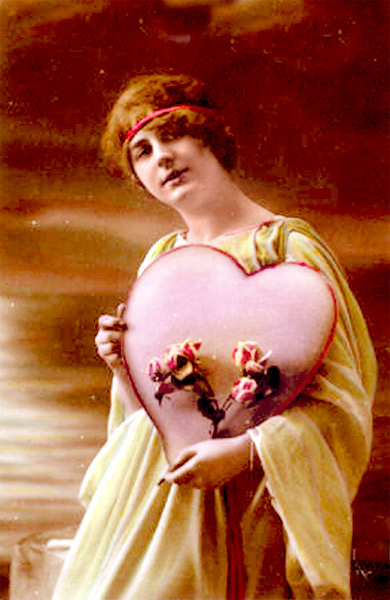
Valentinstagskarte von etwa 1910

Der Valentinstag wird am 14. Februar gefeiert. Das Brauchtum dieses Tages geht auf das Fest des Heiligen Valentinus zurück, eines Märtyrers, in dessen Hagiographie möglicherweise die Vitae mehrerer Märtyrer dieses Namens zusammengeflossen sind.
Der Gedenktag des hl. Valentinus am 14. Februar wurde von Papst Gelasius im Jahre 496 für die ganze Kirche eingeführt, 1969 jedoch aus dem römischen Generalkalender gestrichen. Verbreitet gibt es jedoch um den Valentinstag herum Gottesdienste, in denen Ehepaare gesegnet werden.
Es gibt Hinweise, dass die Leidensgeschichte des Heiligen und sogar dessen Existenz erfunden wurden. Es wurde fälschlicherweise angenommen, dass eine von einem Spender namens Valentin finanzierte Basilika für einen Heiligen namens Valentin gebaut wurde.
Später entwickelte sich der Valentinstag zu einem weltlichen „Tag der Liebe“, an dem sich Partner gegenseitig romantische Geschenke machen.

## Herleitung
In Martyrologien werden in Verbindung mit dem 14. Februar Viten verschiedener Märtyrer namens Valentinus angeführt, beispielsweise die Vita des heiligen Valentin von Rom, der das Martyrium erlitt, weil er Soldaten traute, denen das Heiraten verboten war, und während der Christenverfolgungen im Römischen Reich Gottesdienste für Christen feierte. Gemäß einer Legende heilte er während seiner Gefangenschaft die blinde Tochter seines Aufsehers und schrieb ihr vor seiner Hinrichtung zum Abschied einen Brief, der mit „Dein Valentin“ unterzeichnet war.
Das Fest des heiligen Valentinus wurde erstmals im 14. Jahrhundert, als die Tradition der höfischen Liebe florierte, in den Kreisen um Geoffrey Chaucer mit der romantischen Liebe assoziiert. Im England des 18. Jahrhunderts entwickelte es sich zu einer Gelegenheit, bei der Liebende ihre Liebe füreinander zum Ausdruck brachten, indem sie einander Blumen und Süßigkeiten schenkten und Grußkarten („Valentines“) schickten. In einigen Regionen Europas schenken sich Liebespaare „Valentinsschlüssel“ als romantisches Symbol und Einladung zum Aufschließen des Herzens des Schenkenden. Auch Kinder erhalten solche Schlüssel, um Epilepsie abzuwehren, die auch „Sankt-Valentins-Krankheit“ genannt wird. Die verwendeten Valentinstagssymbole sind Gegenstände mit herzförmigem Umriss, Tauben und die Figur des geflügelten Liebesboten Cupido. Seit dem 19. Jahrhundert sind handgeschriebene Valentinsgrüße den in Massen produzierten Grußkarten gewichen.
Der Valentinstag ist ein Fest in der anglikanischen Gemeinschaft und der lutherischen Kirche. Auch einige der orthodoxen Kirchen begehen das Fest des hl. Valentinus, jedoch am 6. Juli zu Ehren des römischen Priesters Valentin und am 30. Juli zu Ehren des Bischofs Valentin von Terni. Die römisch-katholische Kirche begeht das Gedächtnis des hl. Valentin von Rätien am 7. Januar.

## Der heilige Valentin
Es gab mehrere frühchristliche Heilige, die Valentinus hießen. Für den 14. Februar finden sich Valentin von Rom (Valentinus presb. M. Romae) und Valentin von Terni (Valentinus ep. Interamnensis M. Romae), wobei möglich ist, dass es sich um denselben Heiligen handelt.
Valentin von Rom war Priester in Rom, der 269 den Märtyrertod erlitt und auf der Via Flaminia begraben wurde. Die Reliquien des hl. Valentin wurden in der Kirche und in den Katakomben von San Valentino in Rom aufbewahrt, das während des gesamten Mittelalters ein wichtiger Wallfahrtsort blieb, bis die Reliquien des Heiligen während des Pontifikats von Nikolaus IV. in die Kirche von Santa Prassede überführt wurden. Die mit Blumen gekrönte Schädelreliquie des hl. Valentinus wird in der Basilika Santa Maria in Cosmedin in Rom verwahrt. Andere Relikte befinden sich in der Karmelitenkirche in der Whitefriar Street in Dublin.
Valentin von Terni wurde Bischof von Interamna, dem heutigen Terni, und soll während der Verfolgung unter Kaiser Aurelian im Jahr 273 den Märtyrertod erlitten haben. Er ist ebenfalls auf der Via Flaminia begraben, aber an einem anderen Ort als Valentin von Rom. Seine Reliquien befinden sich in der seinem Patrozinium unterstellten Basilika in Terni.
Der Literaturwissenschaftler Jack B. Oruch stellte fest, Vitae der beiden Heiligen seien in beinahe jeder Kirche und jedem Kloster Europas zu finden gewesen.
Die Catholic Encyclopedia führt einen dritten heiligen Valentin an, der in frühen Martyrologien vom 14. Februar erwähnt wurde. Er erlitt das Martyrium in Afrika mit einer Anzahl von Gefährten, weiter ist nichts über ihn bekannt. Seine Schädelreliquie wird in der Abtei von New Minster in Winchester aufbewahrt und verehrt.
Der Gedenktag des heiligen Valentin wird in verschiedenen Konfessionen begangen und findet sich auch im Heiligenkalender einiger lutherischer Kirchen.
1969 wurde das Fest des heiligen Valentin aus dem Römischen Generalkalender gestrichen. In Jahren, in denen der Gedenktag liturgisch nicht von einem anderen verdrängt wird, finden jedoch zuweilen besondere Wortgottesdienste mit Segnung statt.
Der Gedenktag wird noch in der außerordentlichen Form des römischen Ritus gefeiert, außerdem in Balzan auf Malta, wo Reliquien des Heiligen verehrt werden.
In den östlichen orthodoxen Kirchen, in denen des hl. Valentin von Rom gedacht wird, wird dieses Gedächtnis am 6. Juli begangen, das des hl. Valentin von Terni am 30. Juli.

## Hagiographie

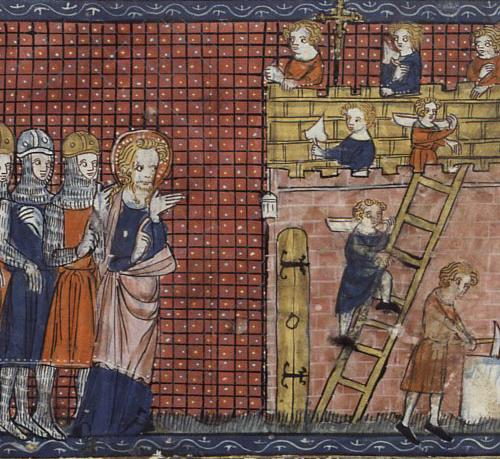
Der hl. Valentin von Terni, Illumination einer mittelalterlichen Handschrift (14. Jahrhundert)

Jean C. Cooper schreibt im Wörterbuch des Christentums, der hl. Valentin sei ein römischer Priester gewesen, „der eingesperrt wurde, weil er verfolgte Christen unterstützte“.
Zeitgenössische Aufzeichnungen über den hl. Valentin wurden höchstwahrscheinlich während der Christenverfolgung unter Diokletian und Galerius im frühen 4. Jahrhundert zerstört. Im 5. oder 6. Jahrhundert wurde in einem Werk mit dem Titel Passio Marii et Marthae ein Martyriumsbericht über den heiligen Valentin von Rom veröffentlicht, vielleicht in Anlehnung an die anderen Heiligen. Die gleichen Ereignisse finden sich auch im Martyrologium Bedas des Ehrwürdigen, das im 8. Jahrhundert zusammengestellt wurde. Sie besagen, dass der heilige Valentin als Christ verfolgt und vom römischen Kaiser Claudius II. persönlich verhört wurde. Claudius war von Valentin beeindruckt und versuchte ihn zum römischen Heidentum zu bekehren, in der Absicht, sein Leben zu retten. Valentin lehnte ab und versuchte, Claudius stattdessen zum Christentum zu bekehren. Aus diesem Grund wurde er hingerichtet. Vor seiner Hinrichtung soll er ein Wunder vollbracht haben, indem er Julia, die blinde Tochter seines Aufsehers Asterius, heilte. Julia, Asterius, ihre gesamte Familie und die Bediensteten (insgesamt 47 Personen) kamen dadurch zum Glauben an Jesus und wurden getauft.
Eine spätere Passio wiederholte dies und fügte hinzu, dass Papst Julius I. eine Kirche über Valentins Grab errichten ließ. In späteren Martyrologien, beginnend mit Bedas Martyrologium, wurde dies wiederholt, auch findet es sich in der Legenda aurea aus dem 13. Jahrhundert.

## Assoziationen mit der romantischen Liebe

### Lupercalien
Trotz der Behauptungen vieler Autoren gibt es keine Belege für eine Verbindung zwischen dem römischen Fest der Lupercalien und dem Valentinstag. Die ersten romantischen Konnotationen kamen mit Chaucers Gedicht Parlement of Foules („Parlament der Vögel“) über den hl. Valentin in der zweiten Hälfte des 14. Jahrhunderts auf. Man vermutet Verbindungen mit einigen griechisch-römischen Festtagen im Februar, die angeblich der Fruchtbarkeit und Liebe gewidmet gewesen seien, aber vor Chaucer konnten bisher keine Verbindungen zwischen dem hl. Valentin und der romantischen Liebe bestätigt werden.
Im Römischen Reich waren die Lupercalien ein antiker Fruchtbarkeitsritus und wurden um den 13. bis 15. Februar in Rom gefeiert. Das Fest galt auch der Juno Februata, der Reinigerin. Papst Gelasius schaffte die Lupercalien am Ende des 5. Jahrhunderts ab. Einige Forscher vertreten die Ansicht, Gelasius habe die Lupercalien durch das Fest der Purificatio Mariae ersetzt, tatsächlich handelt es sich allerdings nur um den vierzigsten Tag nach dem Fest der Erscheinung des Herrn. Auch wurde zu Zeiten Gelasius’ das Fest Mariä Reinigung nur in Jerusalem gefeiert, und zwar deshalb am 14. Februar, weil dort das Fest der Geburt Jesu Christi am 6. Januar gefeiert wurde. Im 6. Jahrhundert wurde das Fest Mariä Reinigung auf den 2. Februar gelegt und seitdem auch in Rom und an anderen Orten begangen.
Alban Butler behauptete in seinem Werk Lifes of the Principal Saints ohne Verweis, Frauen und Männer hätten während der Lupercalien Namen aus einem Krug gezogen, um sich mit dieser Person zu vermählen, woher sich die heutigen Bräuche des Valentinstags ableiten sollten. Tatsächlich sollen diese aber aus dem Mittelalter stammen und somit nichts mit den Lupercalien zu tun haben.

### ChaucersParlement of Foules
Laut Jack B. Oruch könne die erste belegte Assoziation romantischer Liebe mit dem Valentinstag auf Geoffrey Chaucers Parlement of Foules (1382) zurückgeführt werden:

„For this was on seynt Volantynys day

Whan euery bryd comyth there to chese his make.“

„Es geschah am Valentinstag

Als jeder Vogel kam, um seinen Partner zu wählen.“

Chaucer schrieb das Gedicht, um den ersten Jahrestag der Verlobung von König Richard II. von England mit Anne von Böhmen zu würdigen. Der Ehevertrag wurde am 2. Mai 1381 unterzeichnet. Die Leser des Gedichts hätten angenommen – so Jack B. Oruch –, dass Chaucer sich damit auf den 14. Februar als Valentinstag bezog. Henry Ansgar Kelly, Research Professor für Englisch an der University of California, Los Angeles, ist dagegen der Ansicht, dass Chaucer hier das Fest von St. Valentin von Genua meinte, einen Bischof von Genua, der im Jahre 307 starb; man feierte es offenbar am 3. Mai. Oruch merkte zudem an, dass am 14. Februar auf die Tagundnachtgleiche bezogen der Frühling begonnen habe. Dies wurde erst mit Einführung des genaueren Gregorianischen Kalenders im Jahre 1582 geändert. Zu Chaucers Lebzeiten fiel der heutige 14. Februar auf den 23. Februar im Julianischen Kalender. In England sollten ab dann die Vögel damit begonnen haben, sich zu paaren und zu nisten.
Chaucers Parlement of Foules bezieht sich angeblich auf eine bereits etablierte Tradition, vor Chaucer ist eine solche aber nicht belegt. Die spekulative Herleitung des Brauches wurde seit dem 18. Jahrhundert insbesondere von Alban Butler in seinem Werk Butler’s Lives of Saints, aber auch von anderen Gelehrten in ihren Schriften dargestellt. Vor allem „die Idee, dass der Valentinstag die Bräuche der Lupercalien verewige, wurde akzeptiert und auf unterschiedliche Weise bis heute interpretiert“.
Zur etwa selben Zeit wie Chaucer schrieben Otton de Grandson aus Savoyen, John Gower aus England und der Ritter Pardo aus Valencia ebenfalls Gedichte über die Paarung von Vögeln am Valentinstag. Aufgrund der Schwierigkeit, mittelalterliche Werke zu datieren, ist nicht genau festzustellen, ob Chaucer zuerst die Idee hatte und die anderen damit beeinflusste.

### Court of Love
Die erste Beschreibung des 14. Februar als jährliches Fest der Liebe erscheint in der Charter of the Court of Love. Die Charta, angeblich von König Karl VI. von Frankreich im Jahre 1400 in Mantes-la-Jolie herausgegeben, beschreibt große Festlichkeiten, bei denen Mitglieder des königlichen Hofes zugegen waren. Dazu gehörten ein Festmahl, Wettbewerbe zu Liebesliedern und -poesie, Turnierkämpfe und Tanz. Es existiert keine weitere Aufzeichnung des Hofes, und keine der in der Charta genannten Persönlichkeiten war in Mantes-la-Jolie dabei, außer der Königingemahlin Isabeau de Bavière, die sich alles wahrscheinlich nur erwünschte, während sie auf die Pest wartete.

### Poesie zum Valentinstag
Das älteste erhaltene Werk zum Valentinstag ist ein Rondeau von Herzog Karl von Orléans aus dem 15. Jahrhundert an seine Frau, das wie folgt beginnt:

„Je suis desja d’amour tanné,

Ma tres doulce Valentinée,“

„Ich bin schon krank vor Liebe,

meine süße Valentine,“

Karl schrieb diese Zeilen während der Gefangenschaft im Tower of London nach der Schlacht von Azincourt im Jahre 1415.
In englischer Sprache gelten die Paston Letters als ältestes Werk zum Valentinstag, die Margery Brewes ihrem künftigen Ehemann John Paston 1477 widmete, darin „my right well-beloved Valentine“.
Auch in William Shakespeares Hamlet (1600–1601) singt Ophelia:

„To-morrow is Saint Valentine’s day,

All in the morning betime,

And I a maid at your window,

To be your Valentine.

Then up he rose, and donn’d his clothes,

And dupp’d the chamber-door;

Let in the maid, that out a maid

Never departed more.“

„Auf morgen ist Sankt Valentins Tag,

Wohl an der Zeit noch früh,

Und ich, ’ne Maid, am Fensterschlag,

Will sein eu’r Valentin.

Er war bereit, thät an sein Kleid,

Thät auf die Kammerthür,

Ließ ein die Maid, die als ’ne Maid

Ging nimmermehr herfür.“

John Donne verwendete die Legende der sich paarenden Vögel als Anfang seines Epithalamiums zur Hochzeit Prinzessin Elisabeth Stuarts, der Tochter König Jakob I., mit dem Kurfürsten Friedrich V. am Valentinstag:

„Hayle Bishop Valentine whose day this is

All the Ayre is thy Diocese

And all the chirping Queristers

And other birds ar thy parishioners

Thou marryest every yeare

The Lyrick Lark, and the graue whispering Doue,

The Sparrow that neglects his life for loue,

The houshold bird with the redd stomacher

Thou makst the Blackbird speede as soone,

As doth the Goldfinch, or the Halcyon

The Husband Cock lookes out and soone is spedd

And meets his wife, which brings her feather-bed.

This day more cheerfully than ever shine

This day which might inflame thy selfe old Valentine.“

Der Vers Roses are red erinnert an Traditionen, die erstmals in Edmund Spensers The Faerie Queene (1590) erschienen sind:

„She bath’d with roses red, and violets blew,

And all the sweetest flowres, that in the forrest grew.“

Ein moderneres Valentinstagsgedicht kann in der Sammlung englischer Kinderreime Gammer Gurton’s Garland (1784) gefunden werden:

„The rose is red, the violet’s blue,

The honey’s sweet, and so are you.

Thou art my love and I am thine;

I drew thee to my Valentine:

The lot was cast and then I drew,

And Fortune said it shou’d be you.“

### In der Moderne

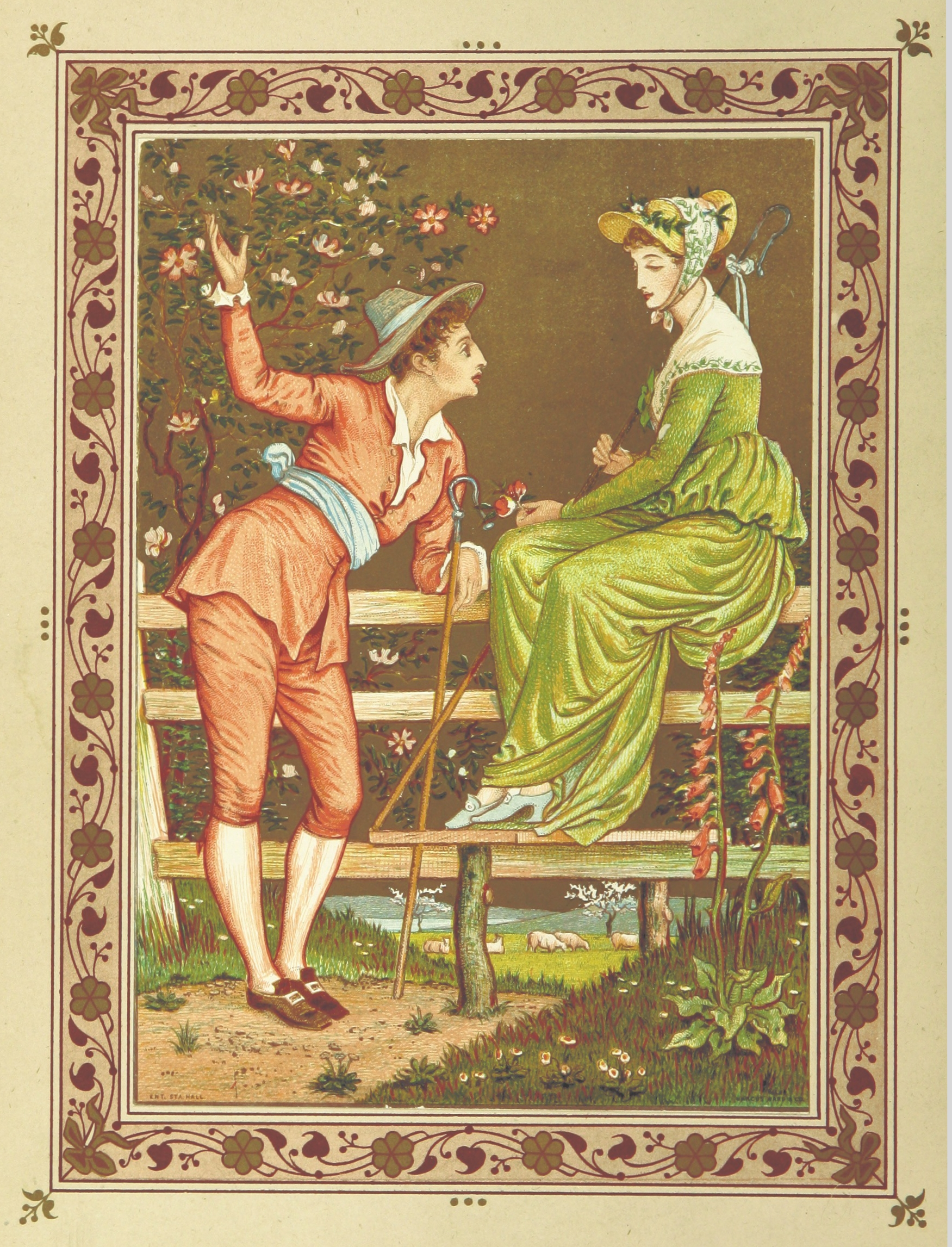
Englische „Valentine“-Grußkarte aus dem Jahr 1876

Im Jahre 1797 brachte ein britischer Verleger das Werk The Young Man’s Valentine Writer heraus, das viele Verse für junge Liebhaber enthielt, die nicht selbst dichten konnten. Druckereien hatten bereits begonnen, Valentinskarten mit Versen und Skizzen zu produzieren. Man nannte sie Mechanical Valentines. In England wurden sie im frühen 19. Jahrhundert so beliebt, dass sie in Fabriken hergestellt wurden. Fancy Valentines wurden mit echter Spitze und Schleifen produziert, ab Mitte des 19. Jahrhunderts dann mit Papierspitze. Trotz teuren Portos wurden jährlich 60.000 Valentinskarten in Großbritannien per Post versandt.
Nach den Postreformen durch Sir Rowland Hill mit der Einführung der Briefmarke (One Penny Black) im Jahr 1840 stieg die Zahl der Valentinstagskarten wegen der Senkung der Postgebühren, 1841 waren es etwa 400.000 Stück. Dies machte die Valentinsgrüße zwar praktischer, jedoch wurden sie weniger persönlich. Außerdem wurde es möglich, die Karten ohne Absender zu verschicken. In der sonst prüden viktorianischen Ära konnten so einfache Verse schnell ausgetauscht werden. Die Produktion nahm weiter zu; in der Cupid’s Manufactory, wie Charles Dickens sie nannte, waren über 3.000 Frauen beschäftigt. Die Laura Seddon Greeting Card Collection an der Manchester Metropolitan University enthält 450 Valentinstagskarten aus dem frühen 19. Jahrhundert, die von den damals führenden Verlegern im Vereinigten Königreich herausgebracht wurden. Die Kollektion erschien in Seddons Werk Victorian Valentines (1996).
Die erste Massenproduktion von Valentinstagskarten mit geprägter Papierspitze fand in den Vereinigten Staaten statt und wurde ab 1848 von Esther Howland aus Worcester (Massachusetts) vertrieben. Howlands Vater besaß zwar einen großen Buch- und Schreibwarenladen, sie ließ sich jedoch von einer britischen Valentinstagskarte inspirieren, die sie von einem Geschäftspartner ihres Vaters erhalten hatte. Mit dem Gedanken, ähnliche Valentinstagskarten zu entwerfen, gründete Howland einen Verlag und ließ Papierspitze und Blumendekorationen aus England importieren. Ein Autor in Graham’s American Monthly bemerkte 1849: „Valentinstag […] wird, bzw. ist es bereits, ein nationaler Feiertag.“ Seit 2001 verleiht die Greeting Card Association jährlich den Esther Howland Award for a Greeting Card Visionary.
Seit dem 19. Jahrhundert gibt knapp die Hälfte der britischen Bevölkerung Geld für Valentinsgeschenke aus, im Jahre 2015 wurden etwa 1,9 Milliarden Pfund für Karten, Blumen, Pralinen und weitere Geschenke eingenommen. Der Handel um den Valentinstag Mitte des 19. Jahrhunderts wurde in den Vereinigten Staaten zum Vorboten weiterer kommerzialisierter Feiertage.
Im Jahr 1868 entwarf der britische Schokoladenhersteller Cadbury Fancy Boxes, dekorierte Pralinenschachteln in Form eines Herzens zum Valentinstag. Bis in die zweite Hälfte des 20. Jahrhunderts wurde die Praxis des Kartenaustausches auf sämtliche Arten von Geschenken ausgedehnt, wie zum Beispiel auch auf Schmuck.
Die U.S. Greeting Card Association schätzt den Versand von Valentinsgrüßen in den Vereinigten Staaten auf 190 Millionen. Etwa die Hälfte davon gehen an den eigenen Ehepartner, die Kinder und die Eltern. Wenn die Valentinstagstauschkarten aus der Schulpraxis mit einbezogen werden, erhöht sich die Anzahl auf etwa 1 Milliarde, dabei sind Lehrer diejenigen, die die meisten Tauschkarten erhalten. Die durchschnittlichen Einnahmen zum Valentinstag steigen auch in den Vereinigten Staaten weiter an.
Als um die Jahrtausendwende das Internet immer populärer wurde, entstanden neue Traditionen. Millionen Menschen nutzen jährlich digitale Medien, um Valentintagsgrüße wie E-Cards, Liebescoupons oder bedruckbare Grußkarten zu erstellen und zu versenden. Im Jahre 2010 wurden geschätzte 15 Millionen solcher Botschaften mithilfe digitaler Medien versendet. Aufgrund seiner steigenden Kommerzialisierung wird der Valentinstag fast schon als Feiertag angesehen.

## Das Fest des heiligen Valentinus und Frühlingsbräuche
Während die europäischen Volksbräuche, die mit dem Valentinstag verbunden sind, von den modernen anglo-amerikanischen Bräuchen, die den Tag mit der romantischen Liebe verbinden, überschattet wurden, gibt es noch einige Assoziationen zwischen dem Heiligen und dem Aufkommen des Frühlings.
Neben den britischen Bräuchen, Karten, Blumen, Pralinen und andere Geschenke zu versenden, gibt es heute noch verschiedene regionale Traditionen in England. In Norfolk beispielsweise klopft eine Figur namens „Jack Valentine“ an die Hintertür der Häuser und hinterlässt Süßigkeiten und Geschenke für die Kinder. Dennoch haben viele Kinder Angst vor ihm.
In Slowenien gilt der hl. Valentin, dort auch Zdravko genannt, als Heiliger des Frühlings, der Gesundheit und als Schutzpatron der Imker und Pilger. Ein Sprichwort besagt, dass der Heilige „den Schlüssel für die Wurzeln bringt“, das heißt, an diesem Tag sollen Pflanzen und Blumen zu wachsen beginnen. Am Fest des Heiligen werden die ersten Arbeiten in den Weinbergen und auf den Feldern gefeiert. Es wird auch gesagt, dass sich an diesem Tag die Vögel umwerben und verpaaren. Ein weiterer Terminus lautet „Valentin – prvi spomladin“ („Valentin – der erste Frühlingsheilige“), der in einigen Regionen (besonders in der Weißkrain) den Frühlingsbeginn ausruft. Erst seit Kurzem wird der Valentinstag in Slowenien auch als Tag der Liebe begangen. Traditionell war der Tag der Liebe das Fest des hl. Gregor am 12. März oder das Fest des heiligen Vinzenz von Valencia am 22. Januar. Der Schutzheilige der Liebe ist der hl. Antonius von Padua, dessen Fest am 13. Juni gefeiert wird.

## Valentinstagsbrauchtum weltweit
Die Feierlichkeiten, Traditionen und Bräuche zum Valentinstag entwickelten sich seit der frühen Moderne in England. Im 19. Jahrhundert verbreiteten sie sich in der englischsprachigen Welt, durch Auswanderer auch in die Vereinigten Staaten, und seit dem späten 20. und frühen 21. Jahrhundert darüber hinaus, bis nach Ostasien.

### Europa

#### Deutschland

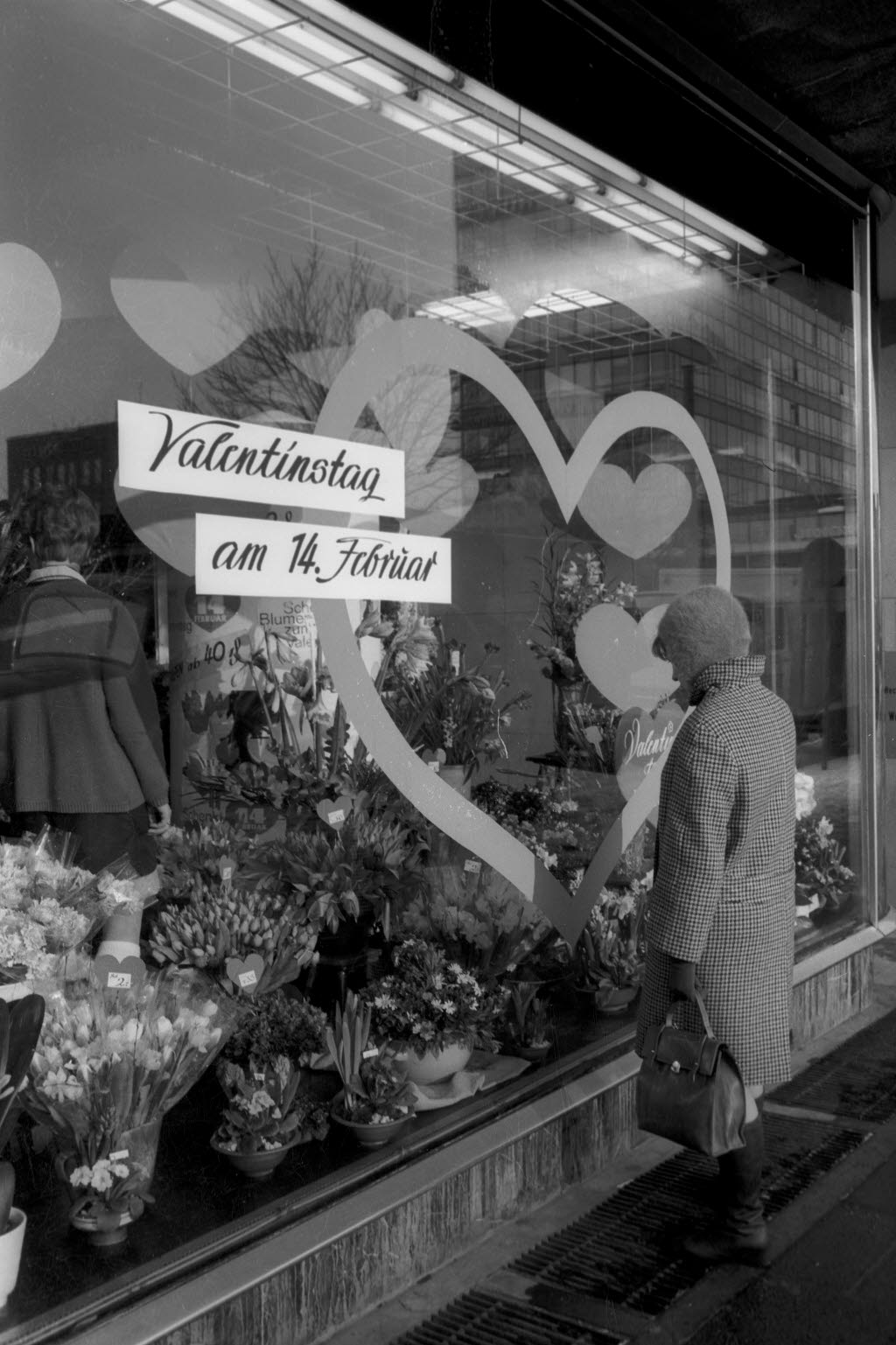
Schaufensterdekoration (1969)

In Westdeutschland wurde der Valentinstag nach dem Zweiten Weltkrieg durch im Land stationierte US-Soldaten bekannt. 1950 wurde in Nürnberg der erste „Valentinsball“ veranstaltet. Allgemein bekannt wurde der Valentinstag durch die vor dem 14. Februar verstärkt einsetzende Werbung der Floristik- und Süßwarenindustrie.
Auch in Deutschland gehören Blumen nach wie vor zu den häufigsten Geschenken am Valentinstag. Allein zum Valentinstag 2018 transportierte die Lufthansa Cargo brutto 800 t Schnittblumen, in Wasser gestellt, temperiert, überwiegend interkontinental nach Deutschland.

#### Österreich
Ähnlich wie in Deutschland – jahrzehntelang beworben durch Blumen- und Geschenkeanbieter – gibt es eine einigermaßen breite Bewegung des Beschenkens. Überwiegend Blumen, überwiegend an Frauen, überwiegend von Männern, Geschäften oder Arbeitgebern, überwiegend zur Förderung von Partnerschaft, Beziehung, Freundschaft.

#### Finnland und Estland
In Finnland wird der Valentinstag ystävänpäivä („Freundestag“) genannt. Es werden meistens anonym Karten oder kleine Geschenke versandt. In Estland wurde der Valentinstag ursprünglich als valentinipäev bezeichnet, aber zunehmend wird auch sõbrapäev benutzt, welches eine Lehnübersetzung des finnischen Namens ist.

#### Griechenland
In Griechenland gibt es zwischen dem Valentinstag (Ημέρα του Αγίου Βαλεντίνου) und der romantischen Liebe keine Verbindung. In der orthodoxen Kirche gilt Hyazinth von Caesarea als Schutzheiliger der Liebenden, der am 3. Juli gefeiert wird. Im heutigen Griechenland wird diese Tradition weitestgehend durch die „globalisierte“ Form der Valentinstagsbräuche verdrängt.

#### Irland
Viele Christen pilgern am Valentinstag zur Karmelitenkirche in der Whitefriar Street in Dublin, da sich dort nach Annahme der Gläubigen Reliquien des heiligen Valentin von Rom befinden. Am Schrein beten sie in der Hoffnung, eine Romanze zu finden.

#### Italien

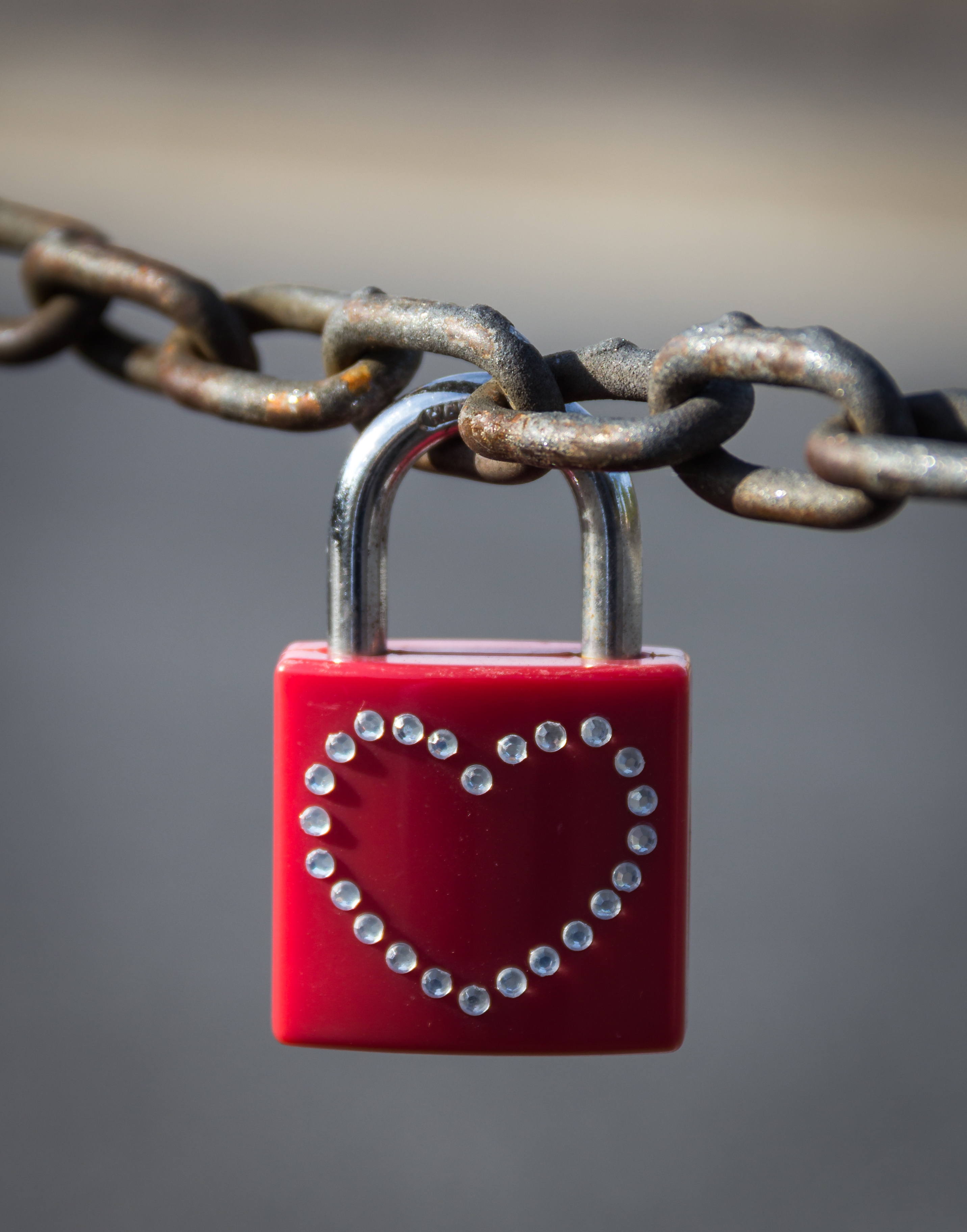
„Liebesschloss“ in Rom

In Italien treffen sich die Liebespaare meist an Gewässern oder auch Brücken. Dort wird oft ein sogenanntes Liebesschloss angebracht, auf das die Liebenden ihre Initialen, manchmal mit Datum schreiben; auf große Schlösser wird sogar ein Foto des Paares geklebt. Die Partner werfen ihre Schlüssel ins Wasser und wünschen sich dabei etwas. Obwohl die Wünsche danach nicht geäußert werden sollen, wünschen sich die meisten, die ewige Liebe gefunden zu haben.

#### Portugal
In Portugal wird der Valentinstag Dia dos namorados genannt und bedeutet so viel wie „Tag der Liebenden“ bzw. „Tag der Verliebten“.

#### Rumänien
In den letzten Jahren hat die Feier des Valentinstags auch in Rumänien Einzug gehalten. Mehrere Gruppierungen, Institutionen und nationalistische Organisationen wie Noua Dreaptǎ verurteilten ihn als oberflächlichen, rein kommerziellen, aus dem Westen importierten Kitsch. Um die nationale Kultur zu schützen, wurde das Frühlingsfest Dragobete, das noch in Teilen Südrumäniens gefeiert wird, als traditioneller rumänischer Festtag für die Liebenden wiederbelebt, dessen Datum regional variierte, meist ist es der 24. Februar. Dragobete ist nach einer Figur aus der rumänischen Folklore benannt. Durch die Volksetymologie wurde sein Name möglicherweise mit dem Wort drag („lieb“) in Verbindung gebracht, das auch im Wort dragoste („Liebe“) zu finden ist.

#### Skandinavien
In Dänemark, Norwegen und Schweden ist der Valentinstag auch bekannt, wird aber nicht in so großem Maße gefeiert. Die Bräuche kamen ab den 1960er-Jahren hauptsächlich aus Amerika. Man nimmt sich Zeit für ein romantisches Abendessen mit dem Partner, schickt sich Grußkarten zu oder überreicht dem Geliebten eine rote Rose. Vor allem der Blumenhandel versucht, den Tag beliebter zu machen. In Schweden wird der Tag Alla hjärtans dag („Tag aller Herzen“) genannt.

#### Spanien
In Spanien ist der Valentinstag auch als Día de los enamorados („Tag der Liebenden“) bekannt und wird dort in ähnlicher Weise gefeiert wie im Vereinigten Königreich.

#### Vereinigtes Königreich
Seit dem 15. Jahrhundert wurden in England Valentinspaare gebildet, die sich kleine Geschenke oder Gedichte schicken. Die Paare bildeten sich durch Losen am Vorabend oder durch den ersten Kontakt am Valentinstag. Im viktorianischen Zeitalter kam unter den Liebenden der Brauch auf, sich gegenseitig Schmuckkarten zuzuschicken.
In Großbritannien gibt knapp die Hälfte der Bevölkerung Geld für Valentinsgeschenke aus, jährlich sind es etwa 1,3 Milliarden Pfund für Karten, Blumen, Pralinen und weitere Geschenke. Die Zahl der Valentinstagskarten wird auf 25 Millionen geschätzt.
In Wales begeht man den Valentinstag nicht, sondern feiert am 25. Januar „Dydd Santes Dwynwen“. Dies ist der Gedenktag der hl. Dwynwen, einer walisischen Heiligen, die als Schutzpatronin der Liebenden gilt. Als Symbole der Liebe werden in Wales nicht nur Süßigkeiten und andere Geschenke ausgetauscht, sondern auch traditionelle, filigran geschnitzte Holzlöffel, die sogenannten „Love spoons“.

### Afrika

#### Südafrika
Auch in Südafrika wird der Valentinstag begangen. Dort ist es Brauch, Kleidung in den Farben Weiß und Rot zu tragen, die Reinheit und Liebe symbolisieren.

### Amerika

#### Lateinamerika
In einigen lateinamerikanischen Ländern wie Costa Rica, Mexiko und Puerto Rico ist der Valentinstag als Día de los enamorados („Tag der Liebenden“) oder als Día del amor y la amistad („Tag der Liebe und Freundschaft“) bekannt. Üblicherweise bekundet man die Wertschätzung untereinander. In Guatemala ist der Valentinstag als Día del cariño („Tag des Lieblings“) bekannt.
In Brasilien wird der Dia dos Namorados („Tag der Liebenden“ oder „Tag der Freunde“) am 12. Juni gefeiert, möglicherweise weil am 13. Juni das Fest des hl. Antonius begangen wird. Unter den Frauen ist ein als Simpatia bezeichnetes Brauchtum bekannt, um einen guten Ehemann oder Freund zu finden. Paare tauschen untereinander Geschenke, Pralinen, Karten und Blumensträuße aus. Da wegen des brasilianischen Karnevals der 14. Februar nicht als Tag der Liebenden begangen wird, gilt Brasilien im Februar als beliebtes Reiseziel für Singles aus Westeuropa.
In weiten Teilen Lateinamerikas sind der Día del amor y la amistad und der Amigo secreto („geheimer Freund“) sehr beliebt und werden am 14. Februar gemeinsam gefeiert, mit Ausnahme von Kolumbien, wo der Festtag am dritten Samstag im September gefeiert wird.

#### Vereinigte Staaten

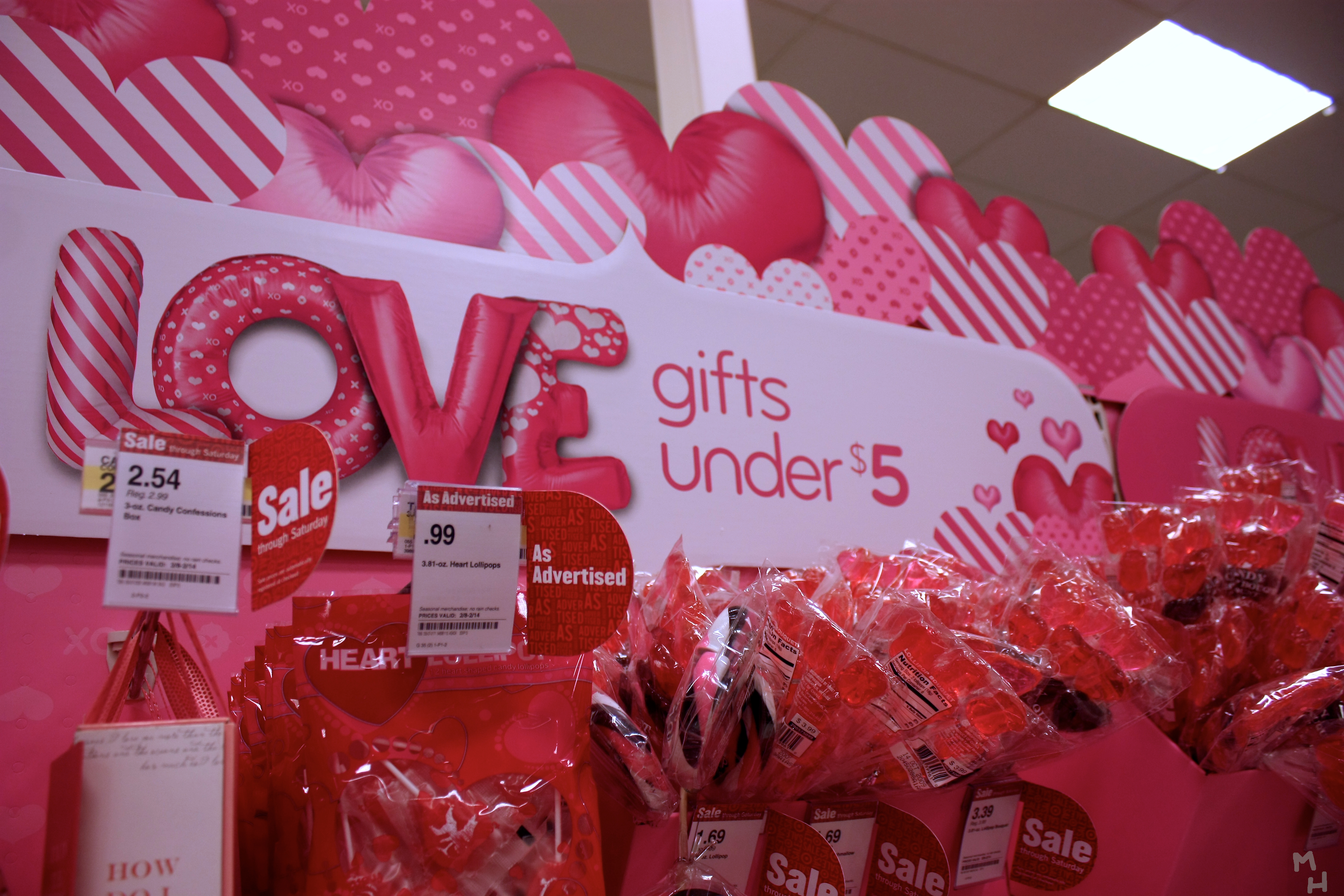
Sonderangebote zum Valentinstag in den Vereinigten Staaten

In den Vereinigten Staaten wird die Zahl der versandten Valentinstagskarten auf etwa 190 Millionen geschätzt. Zusammen mit den Karten, die Schulkinder und Lehrer untereinander austauschen, belaufen sich die Schätzungen auf etwa eine Milliarde. In den letzten Jahrzehnten wurde der Valentinstag zunehmend kommerzialisiert und ist zu einem beliebten Anlass geworden, Geschenke zu machen; besondere Werbekampagnen fördern den Umsatz.

### Asien

#### China
In China wird der westliche Valentinstag „Liebespaarfest“ genannt (Qíngrénjié, chinesisch 情人節 / 情人节 – „wörtlich Liebhaberfest“). Der traditionelle chinesische Valentinstag wird am siebten Tag des siebten Monats des Mondkalenders (genauer gebundenen Mondkalender) gefeiert und erinnert an den einzigen Tag im Jahr, in dem sich einer Fabel zufolge die Sternbilder des Kuhhirten und der Weberin begegnen. In der chinesischen Kultur nennt man das Fest auch „die Nacht der Sieben“ (Qīxī, 七夕, sinngemäß Fest der Liebenden). Der Legende nach sind der Stern des Kuhhirten, Altair, und der Stern der Weberin, Vega, durch einen „silbernen Fluss“ (Yínhé, 銀河 / 银河), die Milchstraße, voneinander getrennt, überwinden sie aber am siebten Tag des siebten Monats des chinesischen Mondkalenders. In Japan ist dieser Tag unter dem Namen Tanabata (Kanji ebenfalls 七夕, Hiragana たなばた) bekannt. Dort wird er heutzutage nach der Kalenderreform allerdings am 7. Juli gefeiert, also  am siebten Tag des siebten Monats des gregorianischen Kalenders.

#### Indien
In Indien verehrte man seit der Antike Kamadeva, den Herrn der Liebe. Als Beispiele dafür findet man die erotischen Schnitzereien in der Khajuraho-Tempelgruppe und den Kamasutra. Im Mittelalter ging diese Tradition verloren, Kamadeva wurde nicht mehr gefeiert und öffentliche Darstellungen sexueller Natur wurden zunehmend verpönt. Diese Unterdrückung der öffentlichen Gefühle hielt bis in die 1990er-Jahre an.
Ab 1992 setzten sich Valentinstagsfeiern in Indien durch. Durch Fernsehsender wie MTV, Radioprogramme und Liebesbriefwettbewerbe wurde der Valentinstag bekannter, und die Kartenindustrie steigerte ihre Umsätze deutlich, unter anderem auch durch die wirtschaftliche Liberalisierung.
In den letzten Jahren verurteilten hinduistische und islamische Traditionalisten den Feiertag. Die rechtspopulistische Partei Shiv Sena und Organisationen der nationalistischen Sangh Parivar forderten ihre Anhänger auf, Valentinstagsbräuche und das „öffentliche Eingeständnis der Liebe“ zu vermeiden, weil dies „der indischen Kultur fremd sei“. Diese Proteste werden zwar von politischen Eliten organisiert, jedoch sind die Protestierenden selbst Hindus der Mittelschicht, die befürchten, dass die Globalisierung Indiens die Traditionen ihrer Gesellschaft zerstöre. Trotz dieser Proteste wird der Valentinstag in Indien immer beliebter.
Von den indischen Linken wird der Valentinstag stark kritisiert. Dieser wird als Einfallstor für „westlichen Imperialismus“, „Neokolonialismus“ und „Ausbeutung der Arbeiterklasse durch Kommerzialisierung durch multinationale Konzerne“ angesehen. Man behauptet, infolge des Valentinstags würden die Arbeiterklasse und die Armen auf dem Lande sozial, politisch und geographisch stärker von der hegemonialen kapitalistischen Machtstruktur getrennt. Rechte Hindu-Nationalisten sind dem Valentinstag gegenüber ebenfalls ablehnend eingestellt. Im Februar 2012 warnte Subash Chouhan, der damalige Präsident der militanten Bajrang Dal, unter Androhung körperlicher Gewalt, Paare davor, „sich an öffentlichen Orten zu küssen oder zu umarmen“. Man sei nicht gegen die Liebe, kritisiere aber „die vulgäre Darstellung der Liebe an öffentlichen Orten.“

#### Iran
Anfang des 21. Jahrhunderts wurde die Feier des Valentinstags im Iran von islamischen Lehrern, die in den Feierlichkeiten einen Gegensatz zur islamischen Kultur sehen, scharf kritisiert. Im Jahre 2011 erließ die iranische Printing Works Owners’ Union eine Richtlinie, die „das Drucken und Produzieren jeglicher Waren, die mit diesem Tag verbunden sind, einschließlich Poster, Schachteln und Karten, die mit Herzen oder Halbherzen verziert sind, rote Rosen und alle Aktivitäten, die diesen Tag fördern“ verbot. Verkäufer, die dies verletzen, werden gesetzlich verfolgt.
Im Iran gibt es das Sepandārmazgān oder Esfandegān, ein Fest, an dem Menschen ihrer Liebe zu ihrer Mutter oder ihrer Frau Ausdruck verleihen. In der alten persischen Kultur wird auch die Erde gefeiert. Mit der Zeit wurde dieses Fest von der Feier des Valentinstags verdrängt. Die Association of Iran’s Cultural and Natural Phenomena ist seit 2006 bestrebt, den 17. Februar als Nationalfeiertag ausrufen zu lassen und damit wiederum Valentinstagsbräuche zu verdrängen.

#### Israel
In Israel wurde das Brauchtum des jüdischen Feiertags Tu B’Av wiederbelebt und mit einem Äquivalent des Valentinstages verbunden. Tu B’Av wird am 15. Tag des Monats Aw (normalerweise Ende August) gefeiert. In alten Zeiten trugen die Frauen weiße Kleider und tanzten in den Weinbergen, wo die Männer auf sie warteten (Mischna Ta’anit, Ende Kapitel 4). Heute wird Tu B’Av als zweiter Feiertag der Liebe unter den Menschen gefeiert und hat mit dem Valentinstag viele der Bräuche gemeinsam. In der modernen israelischen Kultur ist der Feiertag sehr beliebt, um seine Liebe auszudrücken, Heiratsanträge zu machen und untereinander Geschenke wie Karten oder Blumen auszutauschen.

#### Japan

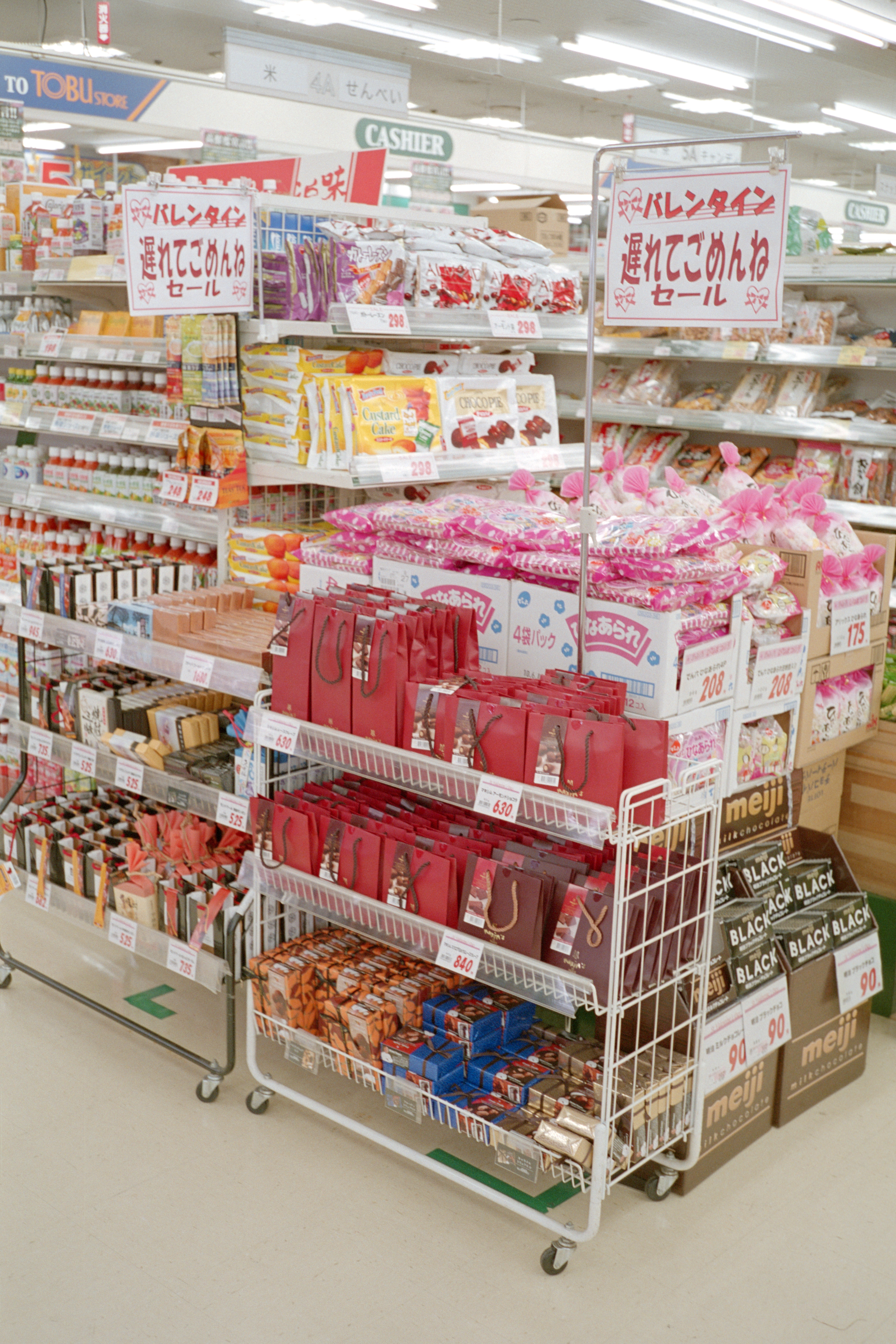
Ausverkauf von Süßigkeiten in einem japanischen Geschäft am 15. Februar

Über an Ausländer gerichtete Werbung des Süßwarenunternehmens Morozoff wurde der Valentinstag 1936 in Japan bekannt. 1953 stellte man herzförmige Pralinen her, andere japanische Süßwarenunternehmen zogen nach. 1958 veranstaltete das Kaufhaus Isetan einen „Valentinsverkauf“. Weitere Kampagnen in den 1960er-Jahren machten den Tag in Japan bekannter.
Der Brauch, dass nur Frauen Schokolade an Männer verschenken, könnte durch den Übersetzungsfehler eines Schokoladenunternehmens während der ersten Kampagnen entstanden sein. Insbesondere Sekretärinnen schenken ihren männlichen Kollegen Schokolade. Im Gegensatz zu westlichen Ländern sind Geschenke wie Grußkarten, Blumen oder Essenseinladungen nicht üblich. Japanische Schokoladenhersteller machen in dieser Zeit die Hälfte ihres Jahresumsatzes.
Viele Frauen fühlen sich verpflichtet, allen männlichen Kollegen Schokolade zu schenken, außer wenn der Tag auf einen Sonntag, einen Feiertag, fällt. Dies ist bekannt als giri-choko (義理チョコ), von giri („Pflicht“) und choko („Schokolade“), wobei unbeliebte Mitarbeiter nur die „ultra-obligatorische“ (chō-giri choko), billige Schokolade, erhalten. Dies steht im Gegensatz zu honmei-choko (本命チョコ, „Schokolade der wahren Gefühle“), Schokolade einem geliebten Menschen zu geben. Freunde, besonders Frauen, können Schokolade austauschen, die als tomo-choko (友チョコ) bezeichnet wird, tomo bedeutet „Freund“.
In den 1980er-Jahren zeichnete die japanische National Confectionery Industry Association (NCIA) ihre Kampagne, einen „Tag der Antwort“ am 14. März einzuführen, als erfolgreich. An diesem Tag erwarten die Frauen, Schokolade vom Beschenkten zurückzubekommen. Dieser Tag wird „White Day“ genannt, da man Pralinen aus weißer Schokolade schenkt. Ein früherer Versuch war gescheitert, als ein Hersteller von Marshmallows versuchte, einzuführen, dass Männer an die Frauen Marshmallows zurückgeben sollten.
In Japan wird am Heiligabend die romantische „Date Night“ gefeiert, die mit dem Valentinstag zusammenhängt.
Nach einer Umfrage von Personen im Alter von 10 bis 49 Jahren in Japan erhob Oricon Style 1986 die Single Valentine Kiss von Sayuri Kokushō als beliebtestes Valentinstagslied, obwohl nur 317.000 Exemplare verkauft wurden. Weitere Lieder in der Rangliste waren Love Love Love von Dreams Come True, Valentine’s Radio von Yumi Matsutōya und My Funny Valentine von Miles Davis.
In Japan wird am 7. Juli eine etwas andere Version eines Feiertages gefeiert, der auf einer Liebesgeschichte namens Tanabata (七夕) basiert und dem chinesischen Qixi entspricht.

#### Libanon
Der heilige Valentin ist der Schutzpatron eines großen Teils der libanesischen Bevölkerung. Paare tauschen um den Valentinstag Geschenke aus. Diese enthalten in der Regel Schokolade, Cupcakes und rote Rosen, die als Symbol des Opfers und der Leidenschaft gelten.
In jeder Stadt wird der Valentinstag anders begangen. In der Hauptstadt Beirut führen Männer Frauen zum Essen aus und können ihnen ein Geschenk machen. Viele Frauen bekommen an diesem Tag einen Heiratsantrag. In Sidon wird mit der ganzen Familie gefeiert; hierbei geht es auch mehr um Familienliebe als um Liebespaare.

#### Malaysia
Islamische Beamte in Westmalaysia warnten Muslime davor, den Valentinstag zu feiern, da sie ihn mit einer Untugend in Verbindung brachten. Vizepremierminister Muhyiddin Yassin sagte, die Feier der romantischen Liebe sei für Muslime „nicht geeignet“. Der Direktor des Departments of Islamic Advancement of Malaysia (JAKIM), das die islamische Politik des Landes überwacht, Wan Mohamad Sheikh Abdul Aziz, äußerte, aus einer Fatwa von 2005 gehe hervor, dass dieser Tag „mit Elementen des Christentums in Verbindung gebracht“ werde und man sich nicht „mit den Anbetungsritualen anderer Religionen befassen“ könne. Das JAKIM plante 2011, eine landesweite Kampagne mit dem Titel Awas Jerat Valentine’s Day („Fallt nicht auf den Valentinstag herein“) durchzuführen. Diese beinhaltete die Durchführung von Razzien in Hotels, um unverheiratete junge Paare am Geschlechtsverkehr zu hindern, und das Verteilen von Flugblättern an muslimische Universitätsstudenten. Am Valentinstag 2011 verhafteten die malaysischen Behörden mehr als 100 muslimische Paare wegen des Verstoßes gegen das Valentinstagsverbot, mit dem Ziel, sie vor dem Schariagericht anzuklagen.
In Ostmalaysia werden die Valentinstagsfeiern junger muslimischer Paare eher toleriert, obwohl einige islamische Beamte und muslimische Aktivisten Daʿwa organisieren und damit versuchen, ihre Verbote in den Osten auszuweiten. In beiden Bundesstaaten, Sabah und Sarawak, ist die Feier mit Blumen üblich.

#### Pakistan
Das Konzept des Valentinstags wurde in den späten 1990er-Jahren durch Fernseh- und Radioprogramme in Pakistan eingeführt. Die Partei Jamaat-e-Islami forderte ein Verbot der Valentinstagsbräuche. Trotzdem wurden sie unter städtischen Jugendlichen beliebt, und der Blumenhandel bietet große Mengen vor allem roter Rosen an. Das Gleiche gilt für Verleger von Valentinstagskarten. 2016 verbot die Stadtregierung von Peschawar die Feier des Valentinstags in der Stadt. Das Verbot wurde auch in anderen Städten wie Kohat umgesetzt. Im folgenden Jahr verbot das oberste Gericht von Islamabad Valentinstagsfeiern an öffentlichen Orten in Pakistan.

#### Philippinen
Auf den Philippinen wird der Valentinstag, genannt Araw ng mga Puso, in ähnlicher Weise wie in Westeuropa begangen. In der Regel steigen die Preise für Blumen, vor allem für rote Rosen, stark an.

#### Saudi-Arabien
In Saudi-Arabien verbot das Committee for the Promotion of Virtue and the Prevention of Vice (CPVPV) in den Jahren 2002 und 2008 den Verkauf aller Artikel zum Valentinstag und forderte die Verkäufer auf, rotgefärbte Ware zu entfernen, da der Valentinstag ein christlicher Feiertag sei. Dieses Verbot schuf einen Schwarzmarkt für Rosen und Packpapier. Im Jahre 2012 wurden mehr als 140 Muslime verhaftet, weil sie den Valentinstag gefeiert hätten, und im Verkauf alle roten Rosen konfisziert. Muslime durften den Valentinstag nicht begehen, Nichtmuslime nur hinter verschlossenen Türen. Der saudische Geistliche Sheikh Muhammad Al-ʿArifi bezeichnete den Valentinstag als Bidʿa, eine verbotene Neuerung und Abweichung von religiösem Recht und Brauch, und eine Nachahmung des Westens. Nach dieser Auffassung verbietet die Scharia das Begehen des Valentinstages. Der Verkauf von Artikeln, die sich als Valentinstagsgeschenk eignen, wurde schon einige Tage vorher untersagt. Dies ist seit 2018 anders: auch Muslime können nun den Valentinstag feiern.

#### Singapur
Singapur gehört zu den größten Ausgebern am Valentinstag. 60 % der Bevölkerung geben an, dass sie in den Wochen vor dem Festtag zwischen 100 und 500 Dollar ausgeben würden.

#### Südkorea
In Südkorea verschenken Frauen am 14. Februar Schokolade an Männer. Männer beschenken die Frauen am 14. März, dem „White Day“, jedoch nicht mit Schokolade. Am 14. April, dem „Black Day“, gehen diejenigen, die am 14. Februar oder am 14. März nichts erhalten haben, in ein Restaurant, um Jajangmyeon (자장면), Nudeln mit schwarzer Soße, zu essen und ihr Single-Dasein zu beklagen. Koreaner feiern am 11. November auch den Pepero-Tag, wenn junge Paare sich Peperokekse geben. Das Datum 11/11 soll auf die lange Form des Kekses deuten. Der 14. eines jeden Monats markiert einen Tag der Liebe in Korea, obwohl die meisten davon unklar überliefert sind. Von Januar bis Dezember sind es der „Candle Day“, „Valentine’s Day“, „White Day“, „Black Day“, „Rose Day“, „Kiss Day“, „Silver Day“, „Green Day“, „Music Day“, „Wine Day“, „Movie Day“ und der „Hug Day“.

#### Taiwan

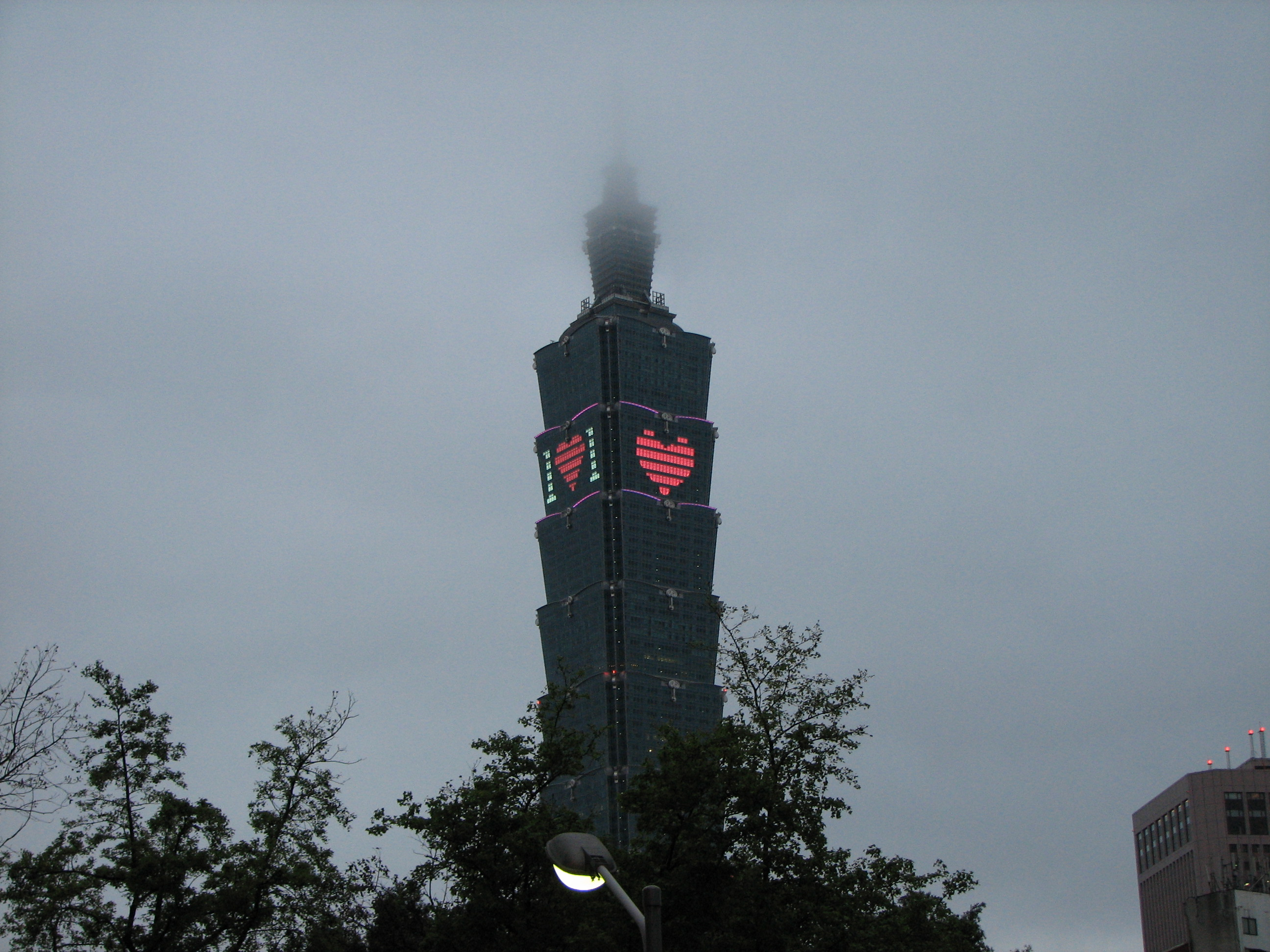
Das Taipei 101 am Valentinstag 2006

In Taiwan werden das traditionelle Qixi-Festival („Fest der Liebenden“)(entspricht dem japanischen Tanabata), der Valentinstag aus dem Westen und der japanische White Day gefeiert, jedoch umgekehrt als in Japan. Männer beschenken Frauen am Valentinstag, die Frauen erwidern dies am White Day.

#### Thailand
In Thailand ist der Valentinstag zwar nicht verboten, es wird aber auf die geltenden Gesetze wie das Verbot des Austauschs von Zärtlichkeiten in der Öffentlichkeit geachtet. Dennoch feiern die meisten Jugendlichen diesen Tag, in Bangkok gibt es deshalb eine Ausgangssperre für Minderjährige ab 22 Uhr.